# Nesøya
 Der er for få eller ingen kildehenvisninger i denne artikel, hvilket er et problem. Du kan hjælpe ved at angive troværdige kilder til de påstande, som fremføres i artiklen.

Nesøya er en ø i Oslofjorden og tilhører Asker Kommune. Øen har et areal på ca. 3 km² og er via bro over Grønsund forbundet med fastlandet. Fra Nesøya går der kabelfærge over til naboøen, Brønnøya. I vintersæsonen, fra oktober til maj, lægges der en flydebro ud over sundet. Navnet, Nesøya, har øen antageligt fået efter gården, Nes, på fastlandet, som også har givet navn til Neselven og  Nesbru. Denne gård antages at have været en af de ældste i distriktet.
Nesøya er næsten delt af Halsbugten i en nord- og syddel, bundet sammen af tangen, Halsen. Centralt i den sydlige del ligger Nesøytjern Sø Naturreservat. Området er fredet på grund af artsrigdommen i skoven og søen, der også indeholder en ø. Nesøytjernet har en speciel fauna, som det er beskrevet i begrundelsen for at oprette naturreservatet. Søen blev tidligere brugt til isproduktion.